# Меджидие мост
Маришкият мост (на турски: Meriç Köprüsü), официално наименуван Меджидие мост (на турски: Mecidiye Köprüsü), е пътен мост над река Марица в Одрин, Турция.
Той е построен по време на управлението на султан Абдул Меджид I през 1842 година и завършен през 1847 година. Реката се намира по пътя Одрин-Карааня. Той е дълъг 263 метра, широк 7 метра, има 12 заострени арки на 13 крака и има страничен наклон. Известно е, че в купола на моста е имало слънчев мотив, който е имал мраморен надпис.